# Leptomithrax longipes
Leptomithrax longipes is een krabbensoort uit de familie van de Majidae. De wetenschappelijke naam van de soort is voor het eerst geldig gepubliceerd in 1902 door Thomson.